# Rose Belle
Rose Belle är en distriktshuvudort i Mauritius.   Den ligger i distriktet Grand Port, i den sydvästra delen av landet, 28 km söder om huvudstaden Port Louis. Rose Belle ligger 286 meter över havet och antalet invånare är 12 619. Den ligger på ön Mauritius.
Terrängen runt Rose Belle är kuperad åt nordväst, men åt sydost är den platt. Runt Rose Belle är det tätbefolkat, med 511 invånare per kvadratkilometer. Närmaste större samhälle är Curepipe, 12,4 km nordväst om Rose Belle. Omgivningarna runt Rose Belle är en mosaik av jordbruksmark och naturlig växtlighet.